# 유엔 안전 보장 이사회 결의 제1368호
유엔 안전 보장 이사회 결의 제1368호(United Nations Security Council Resolution 1368)는 9·11 테러 다음 날의 결의로서, "테러에 대한 자위권"을 인정하였다.

## 같이 보기
- 자위권
- 9·11 테러